# Siphonolabrum langi
Siphonolabrum langi är en kräftdjursart som beskrevs av Rosalia Konstantinovna Kudinova-Pasternak 1981. Siphonolabrum langi ingår i släktet Siphonolabrum, överfamiljen Paratanaoidea, ordningen tanaider, klassen storkräftor, fylumet leddjur och riket djur. Inga underarter finns listade i Catalogue of Life.